# Nový směr
Nový směr je česká politická strana působící zejména v Brně a na jižní Moravě.

## Historie
Strana byla založena v Liberci ekonomem a radním Petrem Černým (* 1971) jako „moderní evropská strana“ a „strana demokratická, určená k podpoře širokých vrstev obyvatelstva“, která „odmítá jakékoliv formy diskriminace“ a je pro „rovnost příležitostí“. Ve volbách do zastupitelstev obcí v červnu 2014 a ve volbách do Senátu Parlamentu České republiky v říjnu 2016 strana mj. slibovala snížení daně z nemovitostí na polovinu, levnější bydlení, omezení podpory nepřizpůsobivým; vymezovala se proti přijímání imigrantů z muslimských zemí, hodlala snížit ceny za vytápění a zajistit dostupnější školky.
K roku 2024 je hlavním motivem strany „aktivní zapojení studentů do politického dění v České republice“ a uvádí přinést zlepšení ve sportu, kultuře, místním rozvoji a v digitalizaci.
Strana se účastnila voleb do Evropského parlamentu v červnu 2024. Zde ziskem 0,03 % hlasů obsadila poslední místo ze 30 kandidujících volebních stran.

## Volební výsledky
| Volby | Hlasy | Hlasy | Mandáty | Mandáty |
| Volby | Abs.  | %     | Abs.    | ±       |
| ----- | ----- | ----- | ------- | ------- |
| 2024  | 1 067 | 0,03  | 0/21    | ▬ 0     |